# 拉鐵拉 (新墨西哥州)
拉鐵拉（英語：La Tierra）是位於美國新墨西哥州聖菲縣的普查規定居民點。

## 人口
根據2020年美國人口普查的數據，拉鐵拉的面積為25.41平方千米，皆為陸地。當地共有人口312人，而人口密度為每平方千米12.28人。